# Västverk
Ett västverk är västra delen av en karolingisk eller romansk kyrka, krönt av ett brett torn och ibland flankerat av mindre torn, tureller. I markplanet finns en låg entré. Västverkets andra våning, emporen eller emporievåningen, är ett stort rum med öppning mot mittskeppet i form av fönster eller balkong. Dessa tidiga kyrkor hade mera karaktär av privata elitprojekt än de senare gotiska kyrkorna. Från emporievåningen kunde kyrkans ägare och deras gäster delta i gudstjänsten utan att behöva beblanda sig med församlingen nere på långhusets golv.[källa behövs]